# Oliver Twist (film, 1997)
Oliver Twist är en TV-film från 1997 producerad av Walt Disney Television, baserad på romanen med samma namn av Charles Dickens.

## Handling
Den föräldralöse Oliver Twist rymmer till London för att försöka hitta sina släktingar. Han hamnar i ett gäng unga ficktjuvar som leds av gamle Fagin.

## Rollista (i urval)
- Richard Dreyfuss - Fagin
- Elijah Wood - "Räven"
- David O'Hara - Bill Sikes
- Alex Trench - Oliver Twist
- Antoine Byrne - Nancy
- Olivia Caffrey - Rose Maylie
- Anthony Finigan - Mr. Brownlow
- Maria Charles - änkan Corney
- Des Braiden - domaren
- Eileen Colgan - Mrs. Bedwin
- Eilish Moore - kokerskan
- Lisa Dwan - Agnes

### Fotnoter
1. ↑  Disney's 'Wonderful World' Encompasses The Orphan Story And Stars Richard Dreyfuss (på engelska), Los Angeles Times, 16 november 1997, läs online.[källa från Wikidata]